# Marne (Germania)
Marne è una città di 6 061 abitanti dello Schleswig-Holstein, in Germania.
Appartiene al circondario (Kreis) del Dithmarschen ed è capoluogo della comunità amministrativa (Amt) di Marne-Nordsee.